# 学園前 (奈良市)

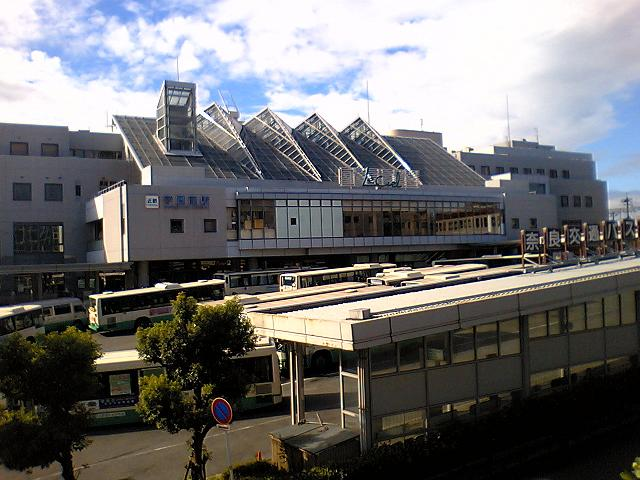
近鉄学園前駅

学園前（がくえんまえ）は、奈良県北西部の地域である。奈良市西部（伏見・富雄）から生駒市にまたがる。
近鉄奈良線学園前駅を中心とする。西ノ京丘陵の一部にあたり、近鉄主導で1950年ごろから宅地開発が行われた。同駅は特急停車駅であり、大阪市まで30分弱という立地の良さから、近隣の登美ヶ丘や帝塚山と共に街並みが広がる。
「学園前」の名前の由来となった帝塚山学園は、学園前駅の南口から徒歩1分である。

## 地勢

### 位置
学園前は奈良県の北西部、奈良市西部から生駒市にまたがって位置する。地域の中心となる学園前駅は奈良市の西部にあり、直線距離で奈良市役所までは約5km、生駒市役所までは約4.5km離れている。大阪市中心部から25km圏内、神戸市中心部から55km圏内、京都市中心部から40km圏内、奈良市中心部から10km圏内に位置するため、学園前駅から電車に乗車すると大阪難波駅まで30分弱、京都駅まで40分強、近鉄奈良駅まで約10分の所要時間で到着できる。各住宅地と学園前駅との間は、奈良交通の路線バスで移動できる。
さらに2006年に開通した近鉄けいはんな線を利用すれば、学園前駅の北約3kmに所在する学研奈良登美ヶ丘駅や北西約4kmに所在する学研北生駒駅からはOsaka Metro中央線本町駅まで40分弱で移動できる。
学園前駅南側には奈良市役所西部出張所が設置されており、奈良市西部地区の行政サービスの拠点となっている。

現在の「学園前」は旧生駒郡の富雄町東部、伏見町北部、平城村西部（以上、現奈良市）、北倭村南部（現生駒市）に相当する地域である。旧自治体の境界線が通る地域が開発されたため、奈良市域に学園地区自治連合会を設立する際、旧自治体ごとの自治連合会との折衝が紛糾し、最終的には強引にまとめ上げたという逸話が残っている。また、西部出張所の前身は学園地区自治連合会の要望により設置されたが、このような学園前の立地に起因する問題が噴出し、設置までには相当な努力が必要だったという。

### 範囲
学園前は学園前駅を中心とする一帯の地域名であると認知されており、自治体の資料、新聞、住宅情報誌などにその名が登場する。しかし、自治体が告示などで定めた正式な地名ではないため、学園前の範囲は一意に定義できない。1982年に発行された文献では当時の奈良市西部出張所長への短いインタビューを交え、学園前の範囲には以下の3説があると述べている。
1970年に発行された文献の中で森田勝（元学園地区自治連合会長で当時の奈良市議会議員）は学園前の範囲を定義するのは困難であると前置きした上で、上記 3. の説では漏れる地域があるとし「学園前駅前のショッピングセンターを利用される方々の住む範囲」を学園前と定義している。
奈良市公式Webページでは奈良市の都市計画の例として学園前を取り上げている。このページでは学園前駅より北方・南方に離れた地区の開発を「学園前開発の流れ」として説明し、学園前駅周辺の住宅開発時期を地図と年表でまとめている。
このページに掲載されている地図が示すのは以下の範囲である。（開発年代順に並べた上、2008年現在の地名に置き換えて記述している。）

学園南、学園北、百楽園、登美ヶ丘、鶴舞西町・鶴舞東町、学園大和町、千代ヶ丘、西登美ヶ丘、東登美ヶ丘、中登美ヶ丘、南登美ヶ丘、藤ノ木台、中山町西、学園前緑ヶ丘、朝日町、松陽台、学園中、北登美ヶ丘

生駒市北東部（真弓、真弓南、北大和）は学園前住宅地の延長として開発、分譲が行われ、当初の主な公共交通手段は学園前駅行きの奈良交通バスのみであったが、2006年にけいはんな線が開業し、バス・学園前駅の利用からの転換が進んだ。
また、一部不動産会社や交通機関は奈良市西部と生駒市を合わせた地域を「学園前・生駒エリア」、「生駒駅〜学園前駅エリア」と称する。
住友不動産販売による「生駒駅〜学園前駅エリア」の範囲は学園前駅、富雄駅、東生駒駅、生駒駅の4駅を最寄り駅とする地域である。奈良交通による「学園前・生駒エリア」の定義では前述4駅に加えて菖蒲池駅、学研奈良登美ヶ丘駅、学研北生駒駅、白庭台駅を最寄り駅とする地域であり、これは北大和営業所の運行管轄範囲と一致する。SANKO(山晃住宅)も、同様の8駅を最寄り駅とする地域を「学園前・生駒エリア」としている。

### 人口
| 年度   | 伏見  | あやめ池 | 学園  | 登美ヶ丘 | 富雄  | 平城  | 平城NT | 神功 | 右京 | 朱雀 | 左京 | 奈良市全体 |
| ------ | ----- | -------- | ----- | -------- | ----- | ----- | ------ | ---- | ---- | ---- | ---- | ---------- |
| 1961年 | 11166 |          |       |          | 8383  | 4885  |        |      |      |      |      | 137413     |
| 1963年 | 12767 |          |       |          | 11659 | 5610  |        |      |      |      |      | 147110     |
| 1965年 | 7824  | 3771     | 12681 |          | 8733  | 5994  |        |      |      |      |      | 161587     |
| 1970年 | 15348 | 4534     | 31169 |          | 19007 | 7595  |        |      |      |      |      | 207819     |
| 1972年 | 17527 | 4884     | 34425 |          | 23138 | 8994  | 1103   |      |      |      |      | 226643     |
| 1975年 | 19345 | 5191     | 23142 | 18615    | 26637 | 11230 | 6839   |      |      |      |      | 256083     |
| 1980年 | 21169 | 5385     | 25257 | 20587    | 37995 | 13993 |        | 2589 | 6358 | 2238 | 4    | 297156     |
| 1985年 | 24571 | 7042     | 26707 | 21737    | 44744 | 16151 |        | 3094 | 7800 | 4942 | 177  | 326290     |
| 1990年 | 25475 | 7530     | 27257 | 23643    | 50897 | 17480 |        | 4404 | 7618 | 6878 | 2888 | 349675     |
| 1995年 | 26582 | 7914     | 27158 | 23384    | 52510 | 18312 |        | 4874 | 7169 | 7653 | 5436 | 361696     |
| 2000年 | 27001 | 8212     | 28737 | 24226    | 55564 | 19037 |        | 6040 | 6650 | 7426 | 6295 | 368562     |
| 2005年 | 27609 | 8553     | 28182 | 24192    | 57326 | 19377 |        | 6105 | 5803 | 7350 | 6386 | 373189     |

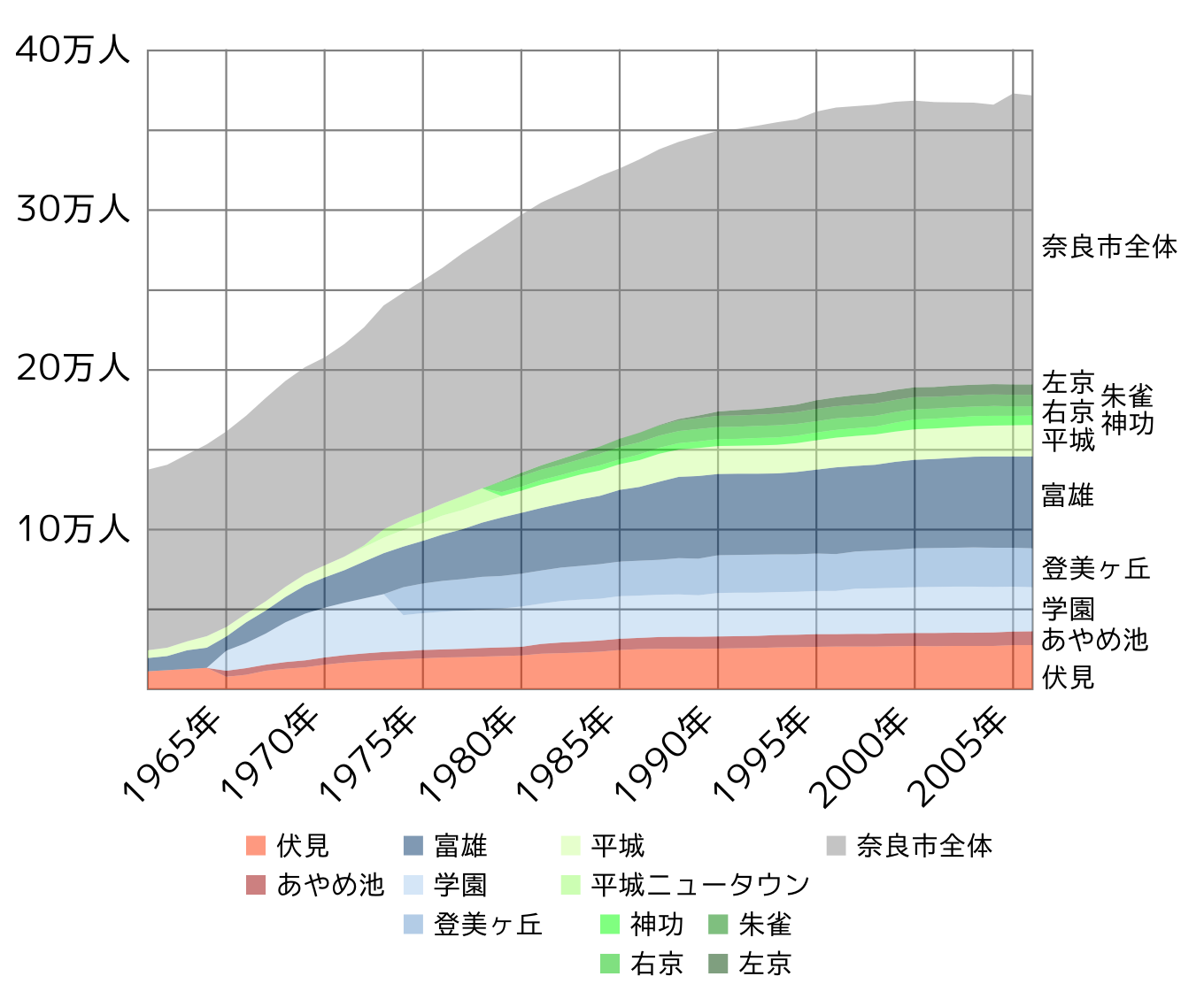
学園前周辺の人口推移 - 奈良市域（1961年度-2006年度）

註1: 伏見・富雄・平城は奈良市に合併される前の旧町村を引き継いだ地区を示す。その他の地区は伏見・富雄・平城のいずれかから区割りされた地区となっている。
註2: 学園前と呼ばれる地域には上記の平城地区の西端が含まれていたため、この表では平城地区、そして平城地区から分かれた平城ニュータウン地区の人口を掲載している。しかし、平城ニュータウンは奈良警察署や奈良市役所北部出張所の所轄であり、最寄り駅も学園前駅ではなく高の原駅であるため、学園前周辺には含まないのが通常である。平城ニュータウンは一般的に同じ奈良警察署近鉄高の原駅前交番・奈良市北部出張所管轄の佐保台を含む。

## 地理

### 地形
学園前のある奈良盆地北西部の地形を西から東へ概観すると、主脈の生駒山地、矢田丘陵、そして西ノ京丘陵と続く。生駒山地は海抜平均400m、矢田丘陵は海抜200-300m前後、一番東の西ノ京丘陵は海抜100m前後で、奈良盆地へ至る。学園前はこの丘陵地帯のうち、西ノ京丘陵に所在する。
西ノ京丘陵の東側には平城京の西の堀川と呼ばれた秋篠川が南北に流れ、西側には聖徳太子の時代、富の小川と呼ばれた富雄川が南北に谷を形成している。西ノ京丘陵は秋篠川と富雄川に挟まれ、南北に細長い形をしている。北方の京都府南部付近が一番東西に幅広く丘陵が広がっており、奈良市に入ると幅4km程度、南下するほど幅が狭くなり、最終的には幅1km程度で郡山城付近に達している。丘陵の南北の全長は約18kmである。
学園前はこの全長約18kmのうち、北部から中央部にわたる東西幅約2km、南北約8kmの細長い場所に住宅地を形成している。学園前の最高地は北部北登美ヶ丘や真弓付近で約180m前後である。学園前駅付近では150m、南部では100m位である。
西ノ京丘陵の分水嶺は丘陵の西側に片寄っており、分水嶺より西側では分水嶺から富雄川まで500mくらいの距離で急斜面を形成している。一方、分水嶺より東側は緩やかな斜面になっており、分水嶺から秋篠川まで2kmに達する箇所がある。分水嶺から東側では秋篠川方向に小川が流れ、侵食谷を形成している。西ノ京丘陵ではこれら侵食谷に水田が形成された。これら侵食谷は奈良盆地周辺の特徴にもれず水源地が浅いため水不足になることが多く、不足分を補うための溜池が各地に構築されている（後述）。近鉄不動産の社長であった泉市郎はこの東側の緩やかな斜面を「住宅地にとって理想的な地形」と評している。

### 地質
学園前のある西ノ京丘陵の地層は更新世にできた砂礫層を主とし、一部粘土層となっている。この地層は山麓が砂礫層で中央部が花崗岩である矢田丘陵、花崗岩や斑糲岩でできた生駒山地よりも侵食されやすい。生駒山地、矢田丘陵、西ノ京丘陵のうち西ノ京丘陵が一番低い丘陵となっているのは一番侵食されやすかったからである。やわらかい砂礫層は宅地造成に適しており、地形だけでなく地層も住宅地にとって好条件であった。また、学園前の東南部には他の地域と比較して粘土層が多く挟まれている地域がある。この地域は赤膚山と呼ばれ、粘土層から産出される粘土を用いて赤膚焼が製造されている。

### 気候
学園前は奈良盆地と同じく内陸性気候である。奈良、大和郡山、生駒市高山の気象観測所の観測資料から概観すると、気温は年平均13℃前後、夏と冬との気温の差が大きい内陸性気候を示す。風向は北西の風が多く、冬の乾燥した季節風が強い。この風を「生駒颪」と呼ぶ。この生駒颪の影響で奈良地方気象台のある奈良市中部に比べ生駒山に気候が近く、標高に対する気温減率に反する。冬季は昼間に生駒颪が吹き、朝晩に無風なため放射冷却が奈良盆地より強く、結果的に奈良地方気象台のある奈良市街地に比べて2~3℃気温が低くなる。最寒月の平均気温は1.5℃。（奈良が3.8℃、生駒山頂が0.8℃）夏季は奈良盆地と同じく気温は高いが、夜間にやや肌寒くなる。降水量は年平均総量1450mmくらいで、全国平均よりも少ないほうである。降水量が少ない影響で奈良盆地やその周辺では乾燥しやすく、また大きな河川が存在しないため水不足に悩むことが多かった。宅地開発以前は灌漑用水の不足、宅地開発後は上水の不足に悩んだ。奈良の水不足を表現した「大和豊作米喰わず」ということわざが伝わる。大和国が水に恵まれ豊作になると他の地域では雨が多すぎて凶作になり、米の値段が上がって庶民は米が食べられなくなるという意味である。

### 植生
学園前は奈良県植物地理区のうち奈良北部植物区-生駒金剛植物区-西ノ京丘陵区に属する。西ノ京丘陵区は砂礫層を主とするため植物の生育に適しておらず、アカマツ林や雑木林を主とする植物区である。特に学園前では、開発前から開発初期にかけて、周囲に広がるアカマツ林でのマツタケ狩りが観光資源となっていた。他にマツを切り出して炭にするための炭焼窯が駅の北側に存在したという。また、2008年現在「学園赤松町（旧富雄町大字二名小字赤松）」という地名が残っている。
社寺にはアラカシ、シラカシ、ヤブニッケイ、ヤブツバキ、ネズミモチなどの暖地性常緑広葉樹による林が構成される。雑木林にはクヌギ、コナラのほか、コバノミツバツツジ、シャシャンボ、ヒサカキ、マルバハギ、ネザサなどが見られる。登美ケ丘高等学校、登美ケ丘北中学校の校章は所在地周辺に成育していたツツジ、コバノミツバツツジを意匠化している。

### 河川・溜池
学園前には大規模な河川は存在しないが、侵食谷による小さな河川がいくつか存在する。また、侵食谷による河川を堰き止めた大型の溜池がいくつか残っている。一覧を以下に示す。
- 河川
  - 一級河川
    - 秋篠川 - 大和川水系の河川。学園前の侵食谷を水源とする。東進し、中山町を過ぎると進路を南に変えて、西ノ京丘陵の東端を流れる。
    - 富雄川 - 大和川水系の河川。生駒市高山町付近を水源とする。水源からは南進し、西ノ京丘陵の西端を流れる。
    - 山田川 - 淀川水系の河川。生駒市高山町付近を水源とする。水源からは東進し、京都府木津川市内で木津川に合流する。
- 溜池
  - 大渕池 - 秋篠川の最上流付近にある江戸時代に侵食谷を堰き止めて建設した溜池。
  - 蛙股池 - 大池川の最上流。日本書紀に記述があり、現存する日本最古の溜池とされる。
  - 菖蒲上池・菖蒲下池

## 地名

### 地域名の由来
学園前という地域名の由来として通説になっているのは帝塚山学園の最寄だからという説である。1941年、近鉄奈良線の富雄駅 - 菖蒲池駅間に帝塚山中学校が開校し、翌1942年、学園前駅が開設された。人家が少ない場所に学園だけが開発されたため「学園前」が地域名を示す固有名詞となったとされる。
実際に、学園前駅へ列車が到着する際は、「学園前、帝塚山学園前です」という車内放送が流れる。
異説として、高橋誠一が奈良大学名誉教授の野崎清孝から教示されたもので、学園前の地名の由来は戦前に計画されたものの実現しなかった慶應義塾大学の分校計画にまで遡れるとする説がある。慶應義塾大学の分校計画話が流布していたのは事実で、箕面有馬電軌は慶應義塾大学を誘致するため1918年ごろ豊中村に用地を求めている。

## 街並み

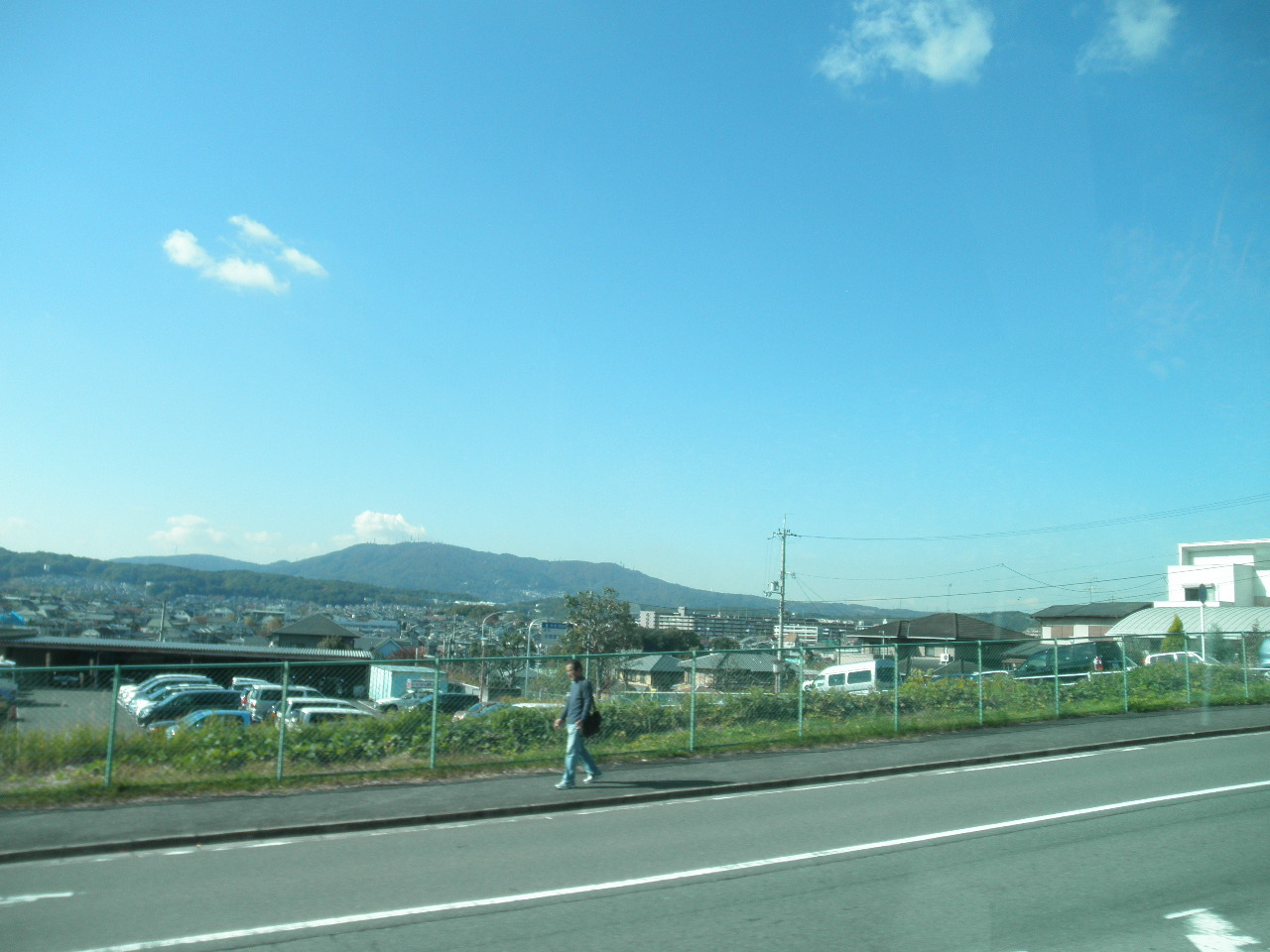
学園中地区の遠景

学園前の宅地開発は国や自治体のニュータウン計画に沿った開発ではなく、民間主導で進められた開発であった。
1950年に近鉄が学園都市を目指して学園南地区の開発をはじめた。その後、近鉄の計画に参加した住宅都市整備公団、奈良市住宅協会や、多数のデベロッパー（大和ネオポリス開発、恒和興業、日生不動産、野村不動産、住友不動産、伊藤忠不動産、東急土地開発、殖産住宅など）により、年次ごとにブロック単位の開発が進められ、宅地は駅を中心に丘陵地を南北へ延伸していった。その結果、学園前には10万人規模の街ができあがった。
しかし、街がブロックの断片的な積み重ねでしかないため、各ブロックごとに街路の方位や街区が異なり、ブロック間の境界部分で交通体系上の齟齬が生じている。これにより交通渋滞が頻発し、学園前は近鉄が当初目指した「良好な住環境を持つ学園都市」とは異なる姿へと発展を遂げることになる。

### ライフライン

#### 電気
学園前では関西電力が電気の供給を行っており、関西電力奈良支店奈良営業所が管轄している。2021年現在、学園前周辺には一次変電所として新生駒変電所がある。新生駒変電所には500kVの送電線が4系統、275kVの送電線が2系統、154kVの送電線が3系統接続されている。500kV級の送電線のうち北河内線は西京都変電所に接続される大飯幹線などを経て、大飯発電所をはじめとする若狭湾周辺の原子力発電所に繋がる。2005年12月22日、雪害のため大飯幹線、大飯第二幹線の両送電線からの送電が停止し、近畿地方の約70万世帯が停電した際には、学園前を含む、生駒市、平群町、東大阪市、木津町、加茂町などで停電が発生している。

学園前に電気がやってきたのは1918年ごろである。1913年、大阪電気軌道は鉄道事業開業に先立ち電灯事業を開始した。1918年、大阪電気軌道は常用出力 1300kW の放出火力発電所を持ち、大阪市から 160kW を受電しながら、現在の学園前を含む生駒郡に電気を供給していた。しかし、大阪電気軌道は1930年、1938年には自力での発電を行わなくなり、全ての電力を受電に頼るようになっている。1931年の統計では、大阪電気軌道の電気供給事業は宇治川電気よりの受電が半分以上、他に大同電力、日本電力、合同電気からの受電で成り立っていた。学園前を含む地域への大阪電気軌道→関西急行鉄道による電気供給は1942年まで続いた。1941年に公布された配電統制令に従い、1942年に関西急行鉄道を含む関西大手電気供給事業会社14社は関西配電、現在の関西電力に統合され、現在に至る。

#### ガス
学園前では大阪ガスが天然ガス 13A を供給している。
学園北一丁目には大阪ガスの奈良事業所が存在する。奈良事業所は1963年に学園前へ移転した大阪瓦斯奈良営業所が前身で、奈良営業所は1910年に設立された奈良ガスが大阪瓦斯と合併することになった1945年に設置された営業所である。
学園前を縦断する形で近畿幹線第1東部ラインとよばれる高圧幹線が敷設されている。近畿幹線第1東部ラインは1967年に建設が開始された大阪ガス初の高圧幹線である。大阪東部、奈良地区で行われていた 6C によるガス供給を天然ガス 13A に移行するため、また、供給末端である京都、滋賀への大量のガスを輸送するために建設された。
近畿幹線第一東部ラインは泉北工場を基点とし、堺市、藤井寺市、大和郡山市、奈良市を経て枚方供給所に至る。総延長は 79km、管径は 600mm、最高圧力は 2.5MPa である。ガス管には API5LX42 と呼ばれるアメリカ石油協会ハイテストラインパイプ規格の管を用いている。奈良地区での建設反対運動を説得の上、1972年に完成した。1977年には泉北工場に泉北第二工場を増設している。学園前では1970年から1972年にかけて高圧幹線敷設を問題視し、大阪ガスと交渉を行ったと記録されている。

#### 上水道
上水の不足としては1965年に学園前の北部周辺で大規模な断水が続き、大きな問題となった。富雄井戸（現廃止）、奈良市東部の須川ダム、大渕幹線、藤ノ木貯水池の完成により、1970年頃には上水の不足は解消している。

#### 下水道
学園前の下水道は奈良市域、生駒市域とも最終的に県営下水道の大和川上流流域下水道第一処理区に接続されている。ただし、分水嶺を越えて淀川水系の流域に属する鹿ノ台は生駒市の単独公共下水道が整備されている。
大和川上流流域下水道第一処理区は大和川右岸の下水を処理し、大和川の水質を改善するため1970年に操業が開始された流域下水道である。奈良県で初めての流域下水道事業であった。供用開始は1974年である。学園前の下水は富雄川幹線（管径1800-1100mm, 延長約14km）をとおり、近鉄橿原線ファミリー公園前駅西側の終末処理場（浄化センター）で処理され、大和川に放流される。

## 交通

### 主要地方道
- 奈良県道1号奈良生駒線(阪奈道路)
- 大阪府道・奈良県道7号枚方大和郡山線

### 鉄道
学園前駅が地域の中心である。地域内にJR西日本の路線はなく、鉄道輸送は専ら学園前の開発を始めた近鉄が担っている。

#### 近畿日本鉄道
- 近鉄奈良線
  - 生駒駅 - 東生駒駅 - 富雄駅 - 学園前駅 - 菖蒲池駅

近鉄奈良線は阪神電気鉄道との相互直通運転により、近鉄奈良駅から尼崎駅・神戸三宮駅まで運行する。
- 近鉄けいはんな線
  - 白庭台駅 - 学研北生駒駅 - 学研奈良登美ヶ丘駅

近鉄けいはんな線はOsaka Metro中央線との相互直通運転により、学研奈良登美ヶ丘駅からコスモスクエア駅まで運行する。

### バス
バス輸送もやはり専ら近鉄グループの奈良交通が担っている。鉄道駅を起点に住宅地へ向かう路線が多数設定されている。

#### 奈良交通
- 北大和営業所

## 施設

### 公共機関
- 奈良西郵便局

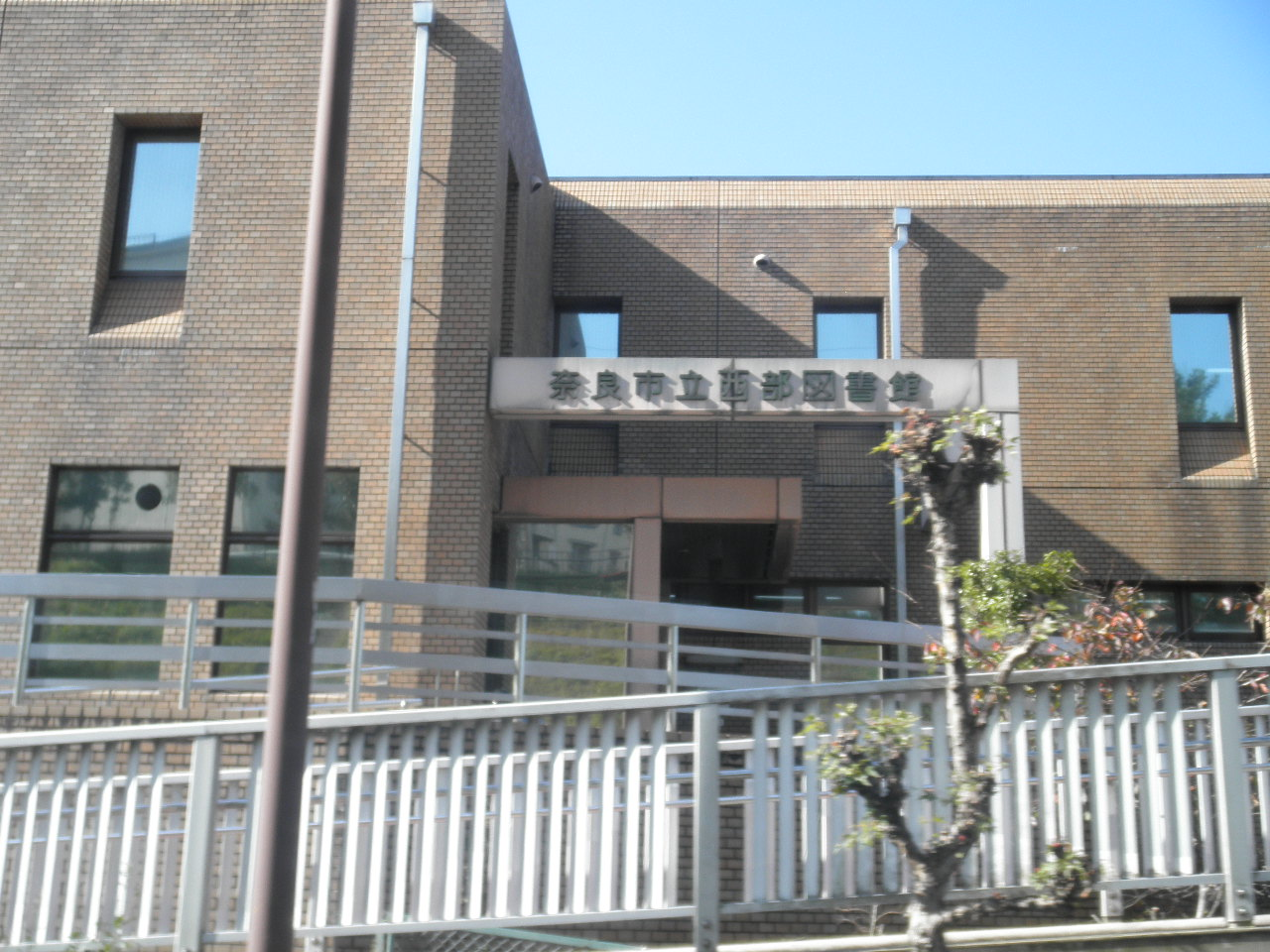
奈良市立西部図書館
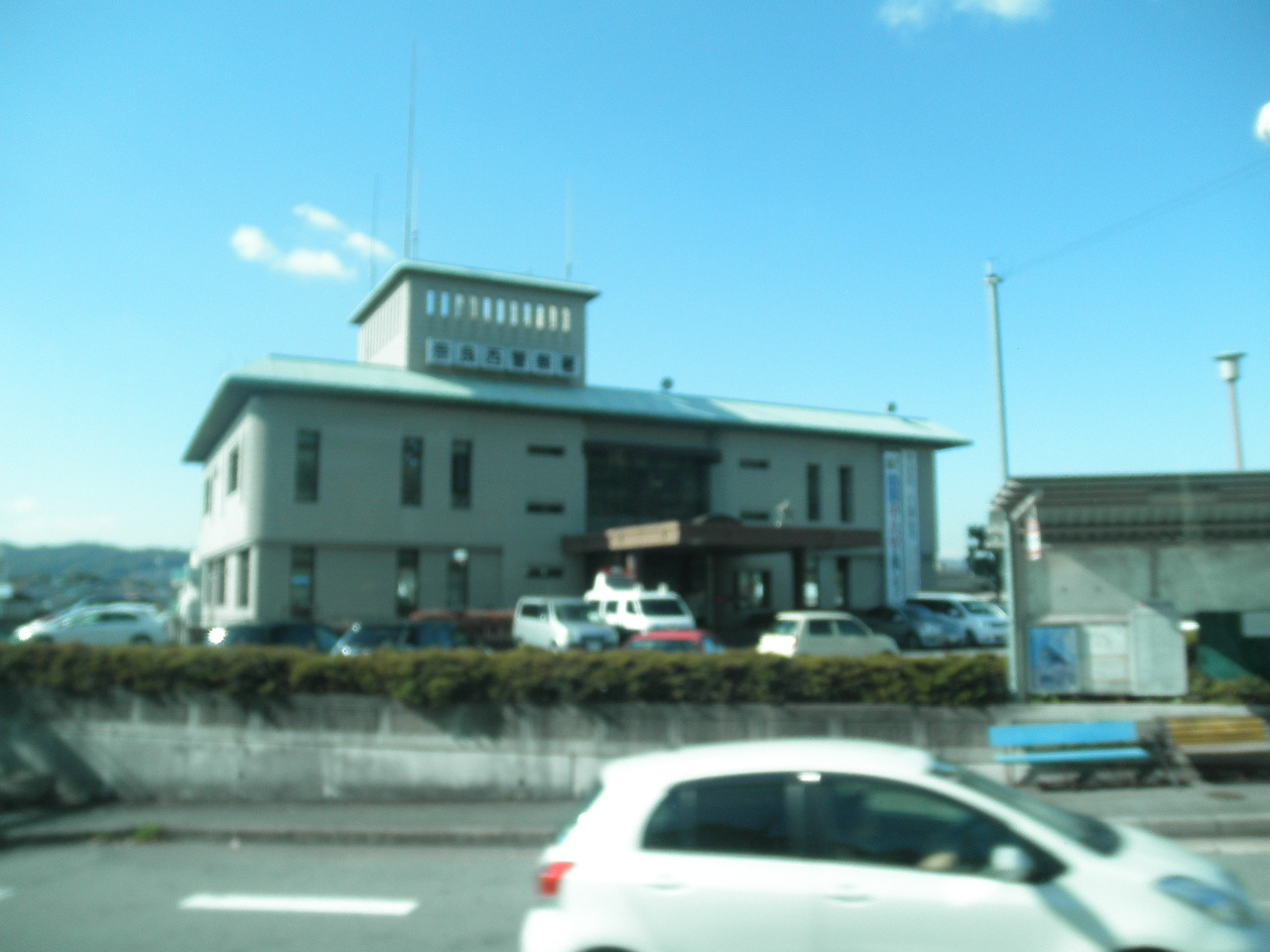
奈良西警察署

- 奈良市立西部図書館
- 奈良西警察署

### 文化施設

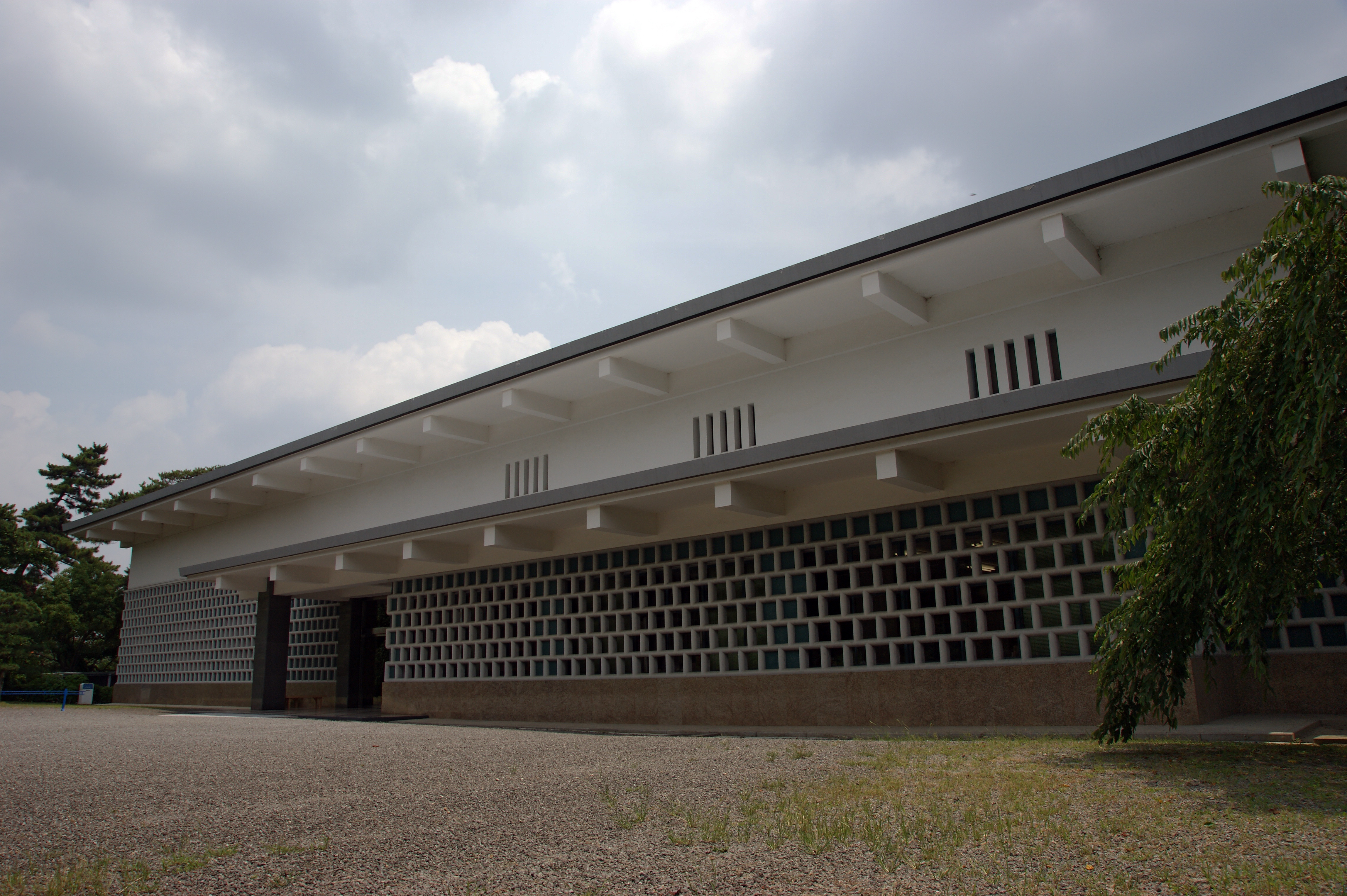
大和文華館

- 奈良県立大渕池公園 - 大渕町（西地区）、中山町西一丁目（東地区）
- 奈良市立西部図書館 - 鶴舞西町
- 大和文華館 - 学園南一丁目
- 松伯美術館 - 登美ヶ丘二丁目
- 中野美術館 - あやめ池南
- 東洋民俗博物館 - あやめ池北

### 教育機関

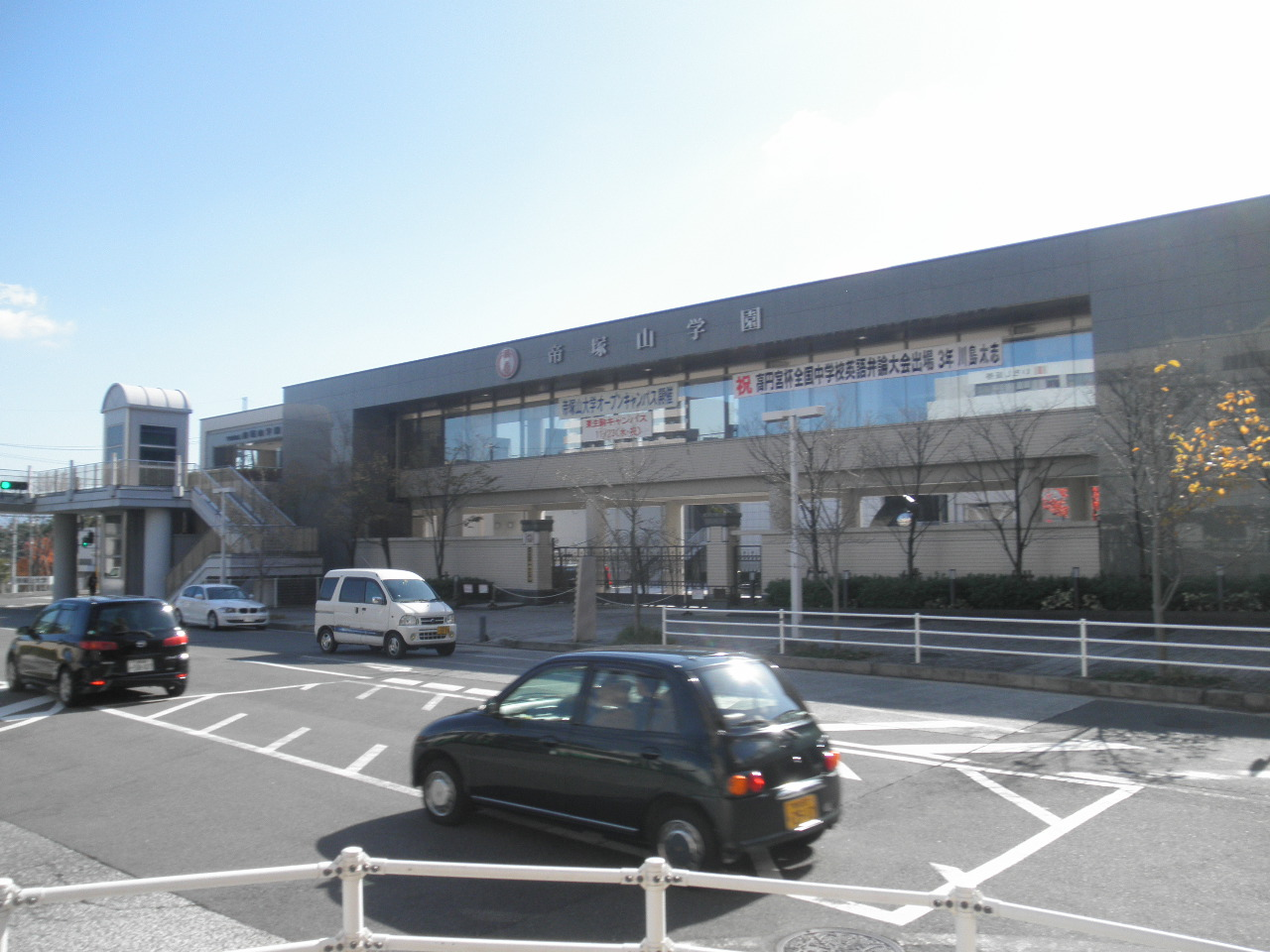
帝塚山大学

#### 大学
- 奈良市
  - 帝塚山大学 学園前キャンパス - 学園南三丁目

#### 高等学校
- 奈良市
  - 奈良県立登美ヶ丘高等学校 - 二名町
  - 帝塚山高等学校 - 学園南三丁目
  - 奈良学園登美ヶ丘高等学校 - 中登美ヶ丘三丁目
- 生駒市
  - 奈良県立奈良北高校（元北大和高校、富雄高校）- 上町

#### 中学校
- 奈良市
  - 奈良市立登美ヶ丘中学校 - 東登美ヶ丘三丁目
  - 奈良市立富雄南中学校 - 藤ノ木台一丁目
  - 奈良市立二名中学校 - 二名一丁目
  - 奈良市立登美ヶ丘北中学校 - 北登美ヶ丘一丁目
  - 帝塚山中学校
  - 奈良学園登美ヶ丘中学校
- 生駒市
  - 生駒市立上中学校

#### 小学校
- 奈良市
  - 奈良女子大学附属小学校 - 学園北一丁目
  - 奈良市立富雄南小学校 - 藤ノ木台一丁目
  - 奈良市立鶴舞小学校 - 鶴舞東町
  - 奈良市立登美ヶ丘小学校 - 西登美ヶ丘四丁目
  - 奈良市立青和小学校 - 百楽園四丁目
  - 奈良市立東登美ヶ丘小学校 - 東登美ヶ丘四丁目
  - 奈良市立二名小学校 - 二名一丁目
  - 奈良市立三碓小学校 - 西千代ヶ丘
  - 奈良市立あやめ池小学校 - あやめ池南九丁目
  - 帝塚山小学校 - 学園南三丁目
  - 近畿大学附属小学校 - あやめ池北一丁目
- 生駒市
  - 生駒市立真弓小学校

### ショッピングセンター

#### 駅前ショッピングセンター

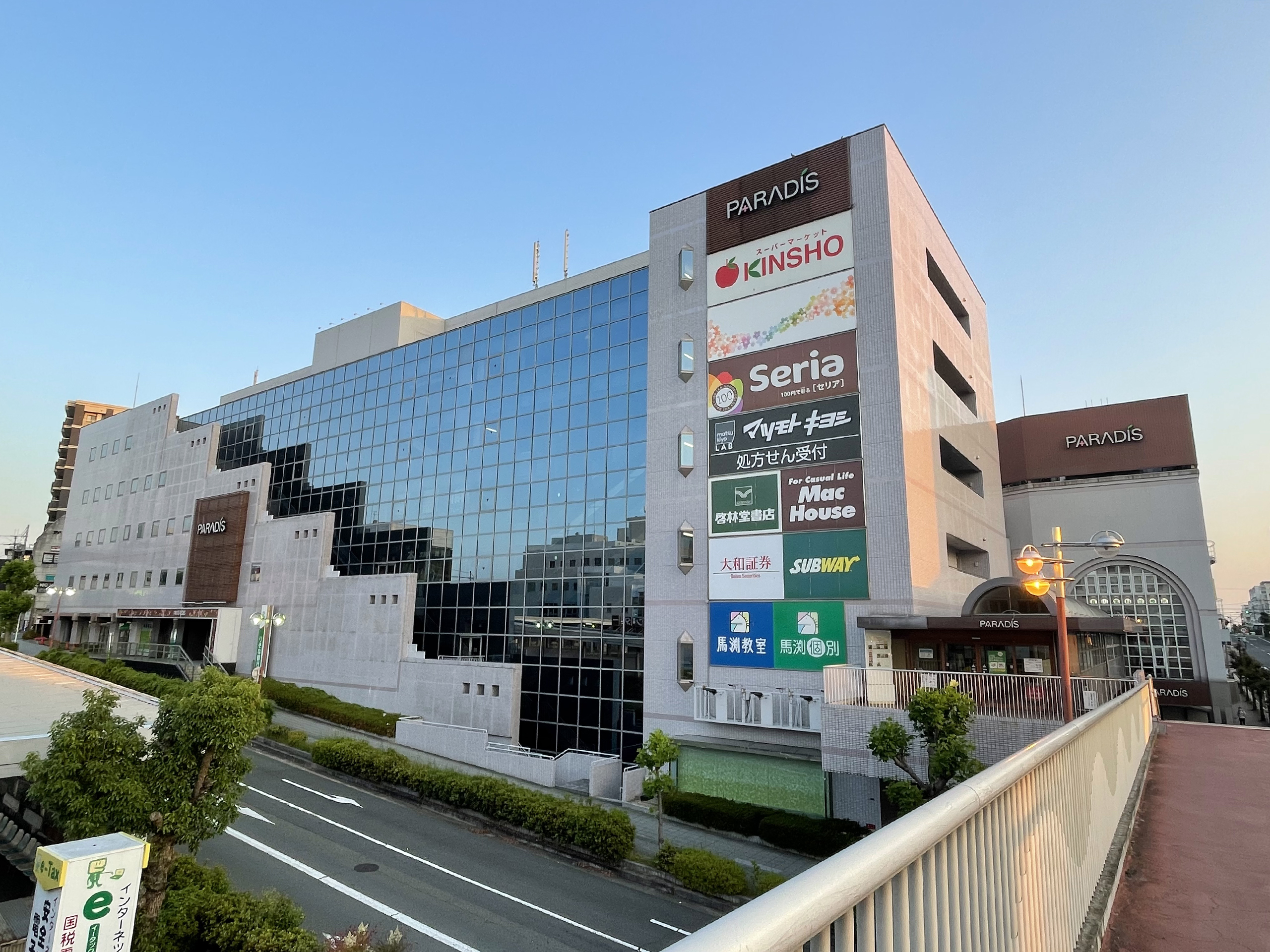
パラディ

2020年現在、学園前駅前には近商ストアと専門店街で構成されたショッピングセンター、「パラディ学園前」がある。
パラディの前身は学園前初の大規模小売店舗「学園前ショッピングセンター」である。学園前ショッピングセンターは学園前駅北側へ1960年に設置された学園前第一ショッピングセンター、第一ショッピングセンターに隣接して1963年に設置された学園前第二ショッピングセンターから構成されていた。1960年代当時の学園前第一ショッピングセンターは全国でも珍しい円形の建物であり、同じく円形の帝塚山学園の校舎とともに長らく学園前のランドマークとなっていた。開店初期は、学園前第一ショッピングセンターに近商ストア、近鉄パーラーが入居し、第一・第二ショッピングセンター両方に名店街が入居していた。
学園前第一ショッピングセンターに入居した近商ストアは近商ストアにおける第一号スーパーマーケットであり、日本で初めて生鮮食料品にセルフサービスを導入したスーパーとして、業界や買い物客からの注目を集めた。
1970年代には近商ストアが第二ショッピングセンターに移転し、近鉄パーラーが北京料理百楽に業態変更されるなどの改装が行われている。
1984年、学園前ショッピングセンターの北側にショッピングセンター新館（現、パラディI）がオープンした。学園前第一・第二ショッピングセンターはショッピングセンター新館オープン直後に、学園前駅北口拡充工事のため取り壊された。跡地には奈良交通バスセンターとタクシーのりばなどへ通じる道路、そして1991年にパラディIIが開店した。2012年、パラディIとIIは大規模改装の上、「パラディ学園前」として統合、それぞれの建物に北館と南館の名称が付けられ、現在に至る。

#### 新規出店と住環境
1970年代後半、大手スーパは学園前周辺への出店を目論むようになっていた。1982年の新聞記事には「みどり台ショッピングセンター」「中山町パークサイドセンター」「ショッピングバザール富雄」の出店が計画されていると記述されている。これら出店計画に対して交通渋滞による住環境の破壊や地元無視の一方的な出店に対して出店反対運動が起こり、「みどり台ショッピングセンター」は訴訟沙汰に、「中山町パークサイドセンター」は商工会議所の指導により売り場面積を計画の48%に縮小することになった。
結局、「みどり台ショッピングセンター」はイズミヤ学園前店とともに1983年開店、「ショッピングバザール富雄」はユニード富雄店とともに同じく1983年開店、「中山町パークサイドセンター」はサティ学園前（後に学園前サティに名称変更）として1984年に開店している。学園前サティは当時のニチイが「サティ」ブランドで初めて出店した店舗であったが、その後のマイカル（2003年に再建するもその8年後にイオンリテールに吸収合併され消滅）の経営破綻の際、不採算店舗に指定され、2001年に閉店した。ユニード富雄店も「ダイエー」（マイカル同様に再建の過程でイオングループに加入した）、「イオン」と屋号が変遷したのち2019年に閉店している。

#### 大型小売店一覧
- パラディ学園前
- イズミヤ学園前店
- スーパーヤオヒコ北大和店
- グルメシティ北大和店
- ライフ学園前店
- イオンモール奈良登美ヶ丘
- コープ学園前
- ピーコックストア(旧・大丸ピーコック)北大和真弓店

### 旧跡
- 長弓寺
- 霊山寺
- 真弓塚
- 蛙股池 - 大池川の最上流。日本書紀に記述があり、現存する日本最古の溜池とされる。

### 宿泊施設
- 奈良市
  - 百楽荘
  - なかのりさん荘

※2020年現在、学園前駅周辺ビジネスホテルが存在しない。

## 歴史

### 前史
古代、大和国北西部は登美郷と呼ばれた。法隆寺のある斑鳩や平城京から比較的近いため、登美郷には要人の関わったとされる伝説が残っている。
聖徳太子が亡くなった際、三杖大夫は以下のような和歌を残したと伝わる。この「富の小川」は現在の富雄川を指すと考えられている。

鵤の富の小川の絶えばこそわが大君の御名忘られめ

（いかるがの とみのおがわの たえばこそ わがおおきみの みなわすられめ）

押熊町の北方、京都府相楽郡精華町乾谷には平城京造営の際に使用されたと推定される瓦窯跡が見つかっている。また、奈良市と精華町との境にある「石のカラト古墳」からは8世紀ごろの金銀の埋葬品が発掘されている。
聖武天皇は富雄川のある土地を訪れた際、水碓（みずからうす、水車のこと）を用いて農民が精米しているのを見かけ、この土地に「三碓の里」と名づけたという伝説が残っており、現在の奈良市三碓町の地名の由来とされる。三碓三丁目にある添御縣坐神社（そうのみあがたにいますじんじゃ）は（添上郡・添下郡の）「添」の地を守る神社として建立されたとされ、1383年（永徳3年）建立の本殿（重要文化財）が残っている。

### 学園前誕生前夜
1914年に大阪電気軌道奈良線（現在の近鉄奈良線）、上本町六丁目-奈良高天町間が開通し、学園前に相当する地域を電車が横断するようになった。開通当時、奈良市西部には富雄駅と西大寺駅が設置されたのみで、現在の学園前駅、菖蒲池駅は設置されず、この地域は松林の続く、人家のまばらな丘陵地帯のままであった。
富雄駅前で券売を委託されたよろず売店にて電車開通の年に誕生した、奈良市立二名小学校の初代校長は当時の富雄や学園前の様子を回想している。学園前駅はまだ設置されておらず、現在の学園前駅の南西には杣木谷（現在の学園前駅南西の池）という小さな村があるのみであった。また、富雄川はホタルが生息できるほど清らかで、富雄や学園前の付近はマツタケ狩りで有名であった。タヌキやキツネが生息し、特にタヌキは近鉄奈良線の富雄川橋梁の付近にまで顔を見せるほどだったという。また、富雄駅は駅長と改札員の2人だけが配置されたのんびりとした雰囲気の駅で、駅員は電車が着くたびに対向式ホームを往復していた。たまに米俵を積むための貨車が引込み線に停車していたという。
未開発であったこの地域に目をつけた大阪電気軌道は、臨時扱いで菖蒲池駅を開業し、菖蒲池温泉と呼ばれるレジャー施設を建設した。菖蒲上池、菖蒲下池を利用した遊園地、旅館が併設され、大阪から遊戯客が訪れるようになった。
本格的な「街」の建設の端緒になったのは、1941年に大阪電気軌道の誘致により開学した帝塚山中学校である。翌1942年に帝塚山中学校への通学に便宜を図るために学園前駅が設置された。自ら開発前の学園前駅の最寄に住み、学園前駅を初めて管轄した生駒駅長が設置当時の学園前駅とその周辺の様子について回想している。開業当時の学園前駅は2面2線で1線の引込み線が存在した。
帝塚山中学校の開学は「街」の建設のきっかけにはなったものの、開学以降しばらくは開発へ向けての具体的な動きは見られなかった。動きが現れるのは戦後に入ってからである。

## 資料

### 学園前地域の各町
学園前駅からの通勤向けバスが乗り入れる小学校区に属する町の町名と沿革を紹介する。町名の右に書かれた年は旧町から新町を自治体が正式に分置した年を表す。よって、この年は分譲が開始された年とは異なる。例えば、藤ノ木台は1965年に分譲が開始され「藤ノ木台」と通称されていたが、奈良市中町から正式に分置されたのは1988年である。
太字は伝統的な大字・小字に相当する地域を継承した町の町名である。
- 奈良市
  - 秋篠町 - 1951年
    - 旧添下郡秋篠村。奈良市と平城村の合併により設置。

  - 中山町 - 1951年
    - 旧添下郡中山村。奈良市と平城村の合併により設置。

  - 押熊町 - 1951年
    - 旧添下郡押熊村。奈良市と平城村の合併により設置。

  - 石木町 - 1955年
    - 旧添下郡石木村。奈良市と富雄町の合併により設置。

  - 大和田町 - 1955年
    - 旧添下郡大和田村。奈良市と富雄町の合併により設置。

  - 中町 - 1955年
    - 旧添下郡中村。奈良市と富雄町の合併により設置。

  - 二名町 - 1955年
    - 旧添下郡二名村。奈良市と富雄町の合併により設置。

  - 疋田町 - 1955年
    - 旧添下郡疋田村。奈良市と伏見町の合併により設置。

  - 学園大和町 - 1965年
    - 中町、三碓町の各一部から分置。

  - 学園朝日町 - 1967年
    - 中山町の一部から分置。第二次大戦後に開拓が行われ、朝日園と呼ばれるようになり、1951年に朝日町と通称されるようになる。

  - 学園北 - 1967年
    - 菅原町、中町、二名町の各一部から分置。

  - 学園南 - 1967年
    - 菅原町、中町の各一部から分置。

  - 登美ヶ丘 - 1967年
    - 二名町、中山町、押熊町の各一部から分置。

  - 百楽園 - 1967年
    - 中町、二名町、三碓町の各一部から分置。

  - 鶴舞西町 - 1967年
    - 二名町、中山町の各一部から分置。

  - 鶴舞東町 - 1967年
    - 二名町、中山町の各一部から分置。

  - 中登美ヶ丘 - 1968年
    - 押熊町、中山町、二名町の各一部から分置。

  - 千代ヶ丘 - 1969年
    - 中町、三碓町の各一部から分置。

  - あやめ池南 - 1972年
    - 西大寺町、菅原町、青野町の各一部から分置。

  - あやめ池北 - 1973年
    - 西大寺町、秋篠町の各一部から分置。

  - 学園朝日元町 - 1973年
    - 中山町、西大寺町の各一部から分置。

  - 中山町西 - 1973年
    - 中山町の一部から分置。

  - 朝日町 - 1973年
    - 中山町、秋篠町の各一部から分置。

  - 東登美ヶ丘 - 1973年
    - 押熊町、中山町の一部から分置。

  - 青垣台 - 1976年
    - 石木町、中町、五条町、六条町の各一部から分置。

  - 西登美ヶ丘 - 1976年
    - 二名町の一部から分置。

  - 富雄北 - 1978年
    - 二名町、三碓町の各一部から分置。

  - 学園中 - 1983年
    - 中町、三碓町の各一部から分置。

  - 三碓 - 1984年
    - 三碓町の一部から分置。

  - 赤膚町 - 1985年
    - 五条町、中町の各一部から分置。

  - 六条西 - 1985年
    - 五条町、六条町、七条町、中町、石木町の各一部から分置。

  - 六条緑町 - 1985年
    - 五条町、六条町、中町、石木町の各一部から分置。

  - 丸山 - 1985年
    - 大和田町、中町、石木町の各一部から分置。

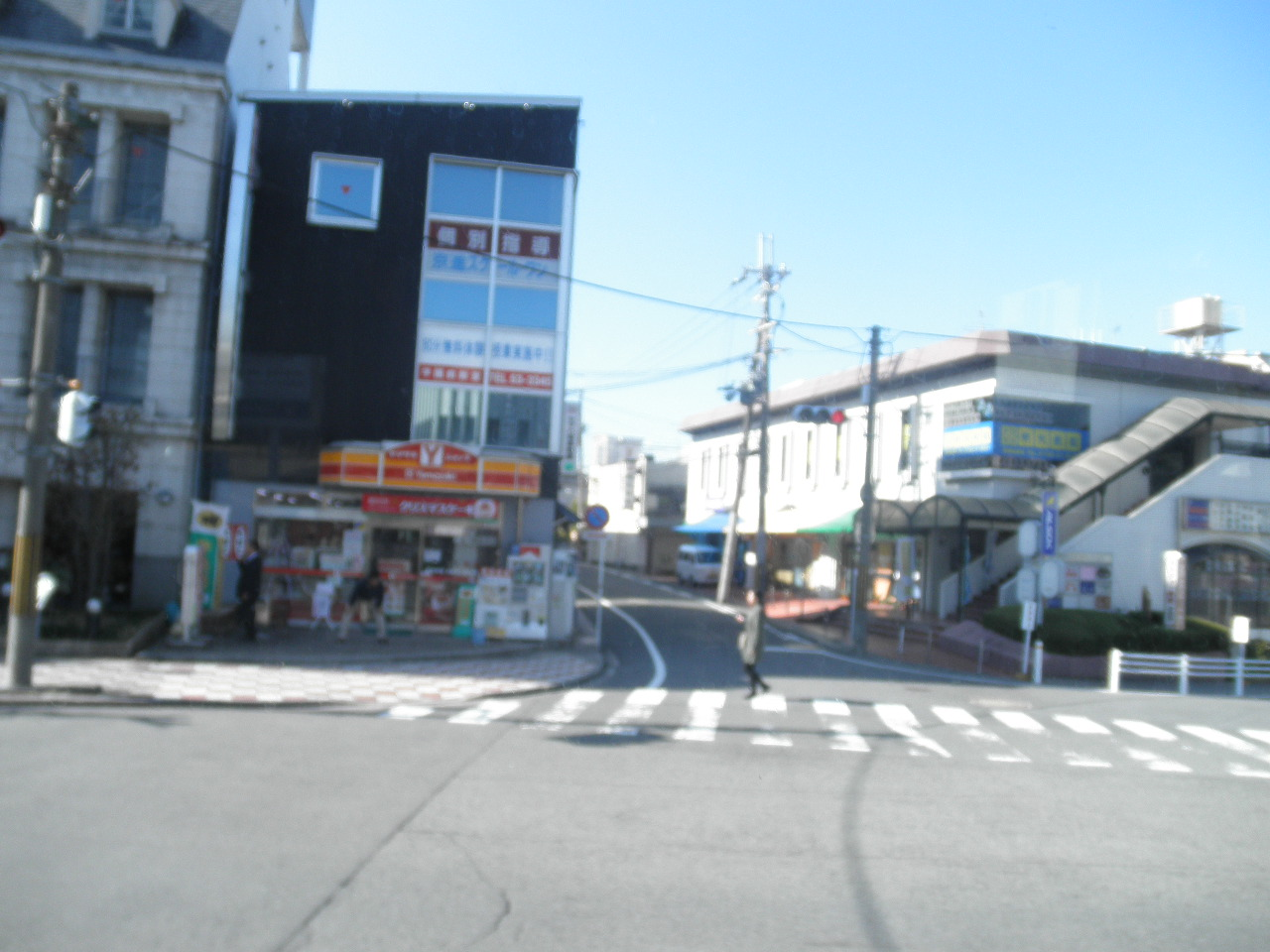
学園北1丁目
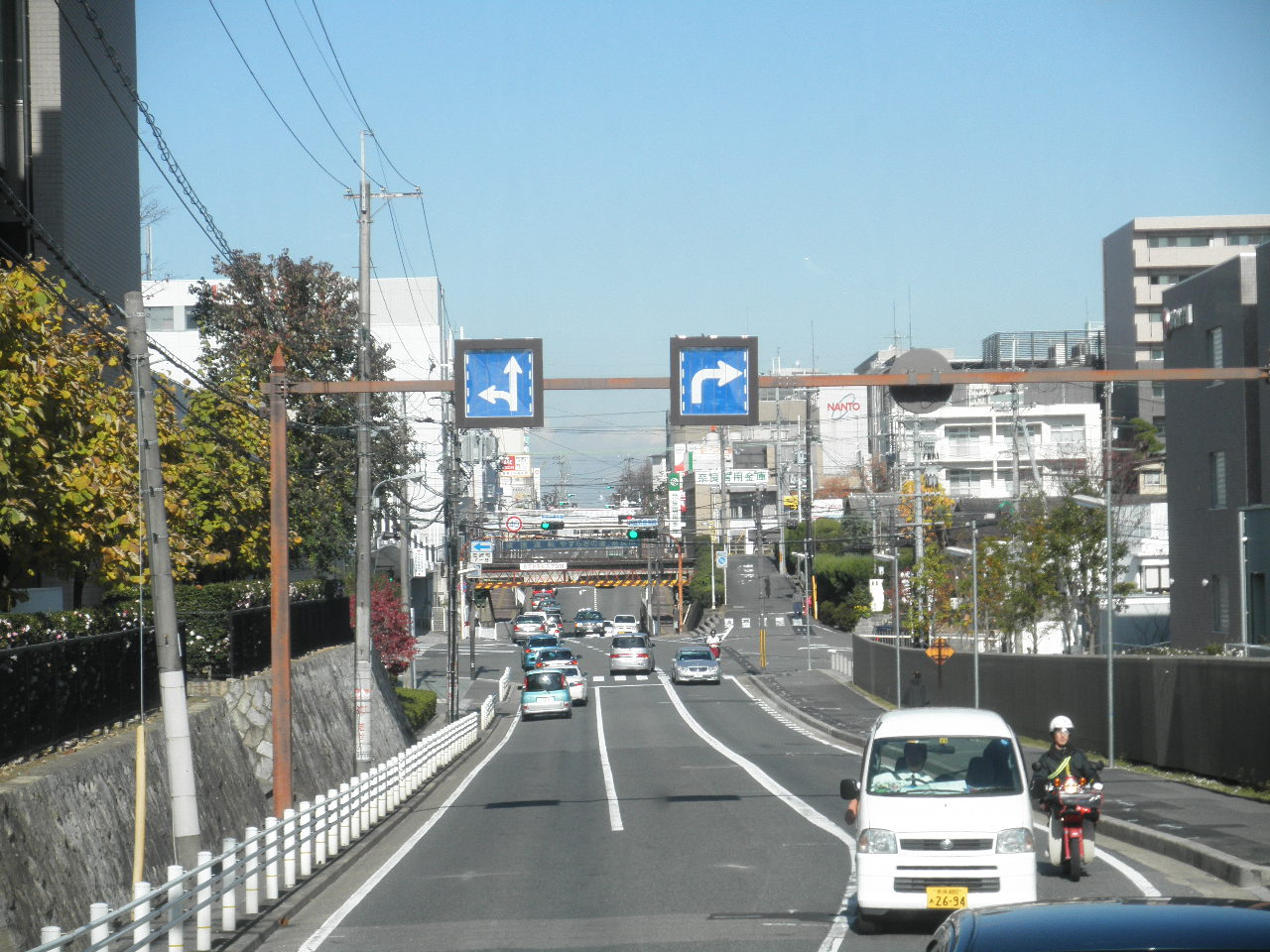
学園南3丁目
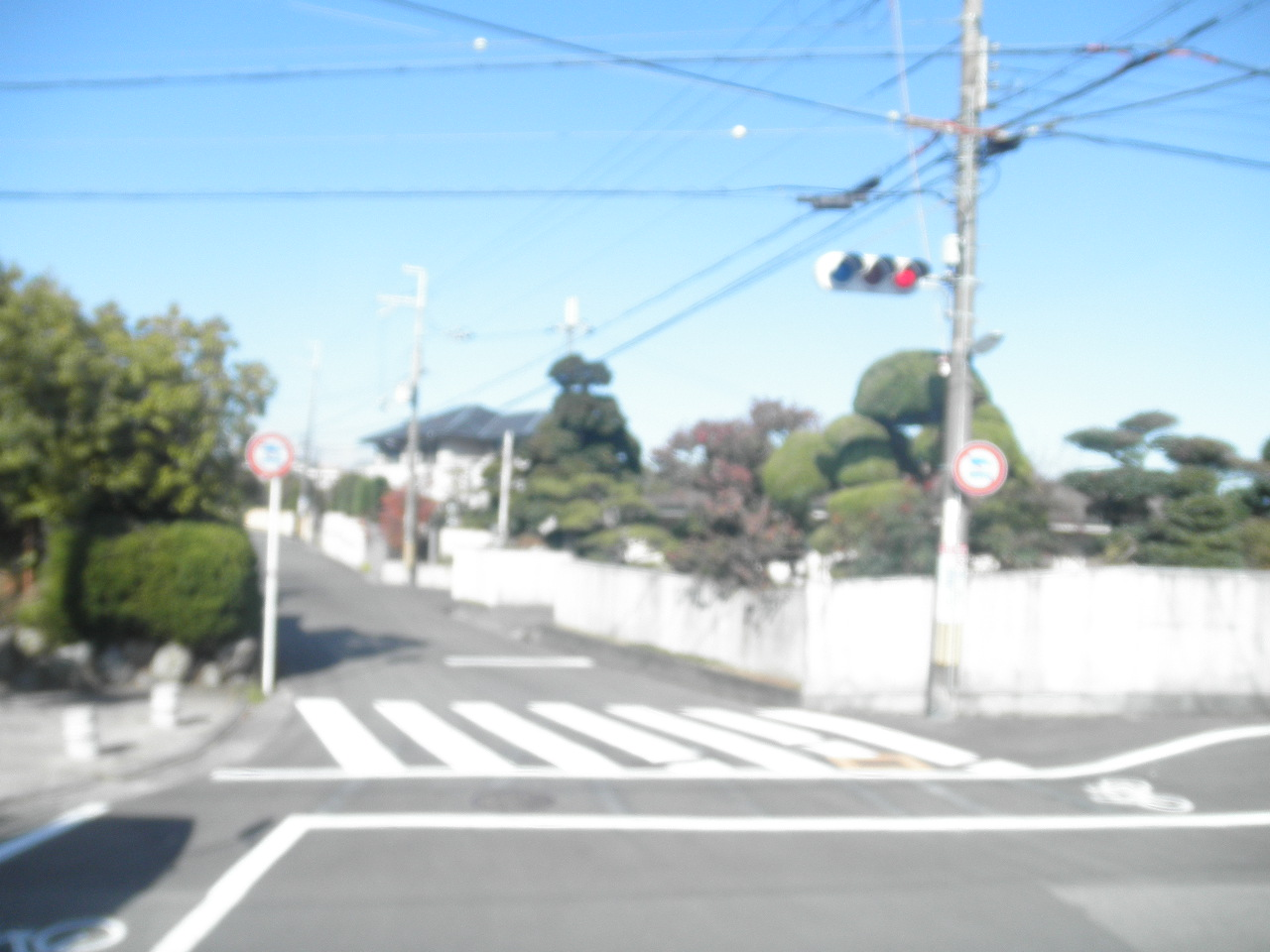
中登美ケ丘2丁目
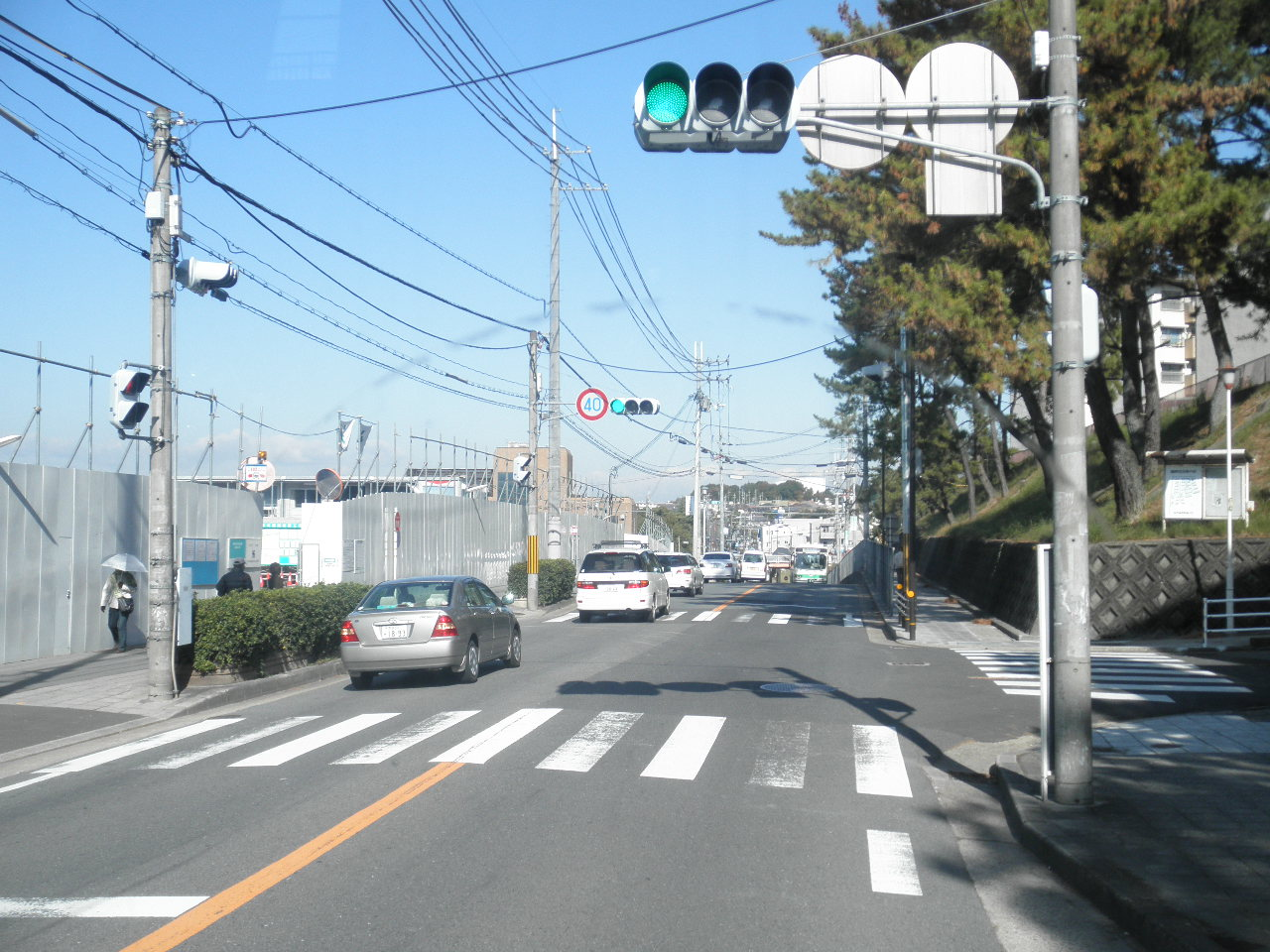
鶴舞西町
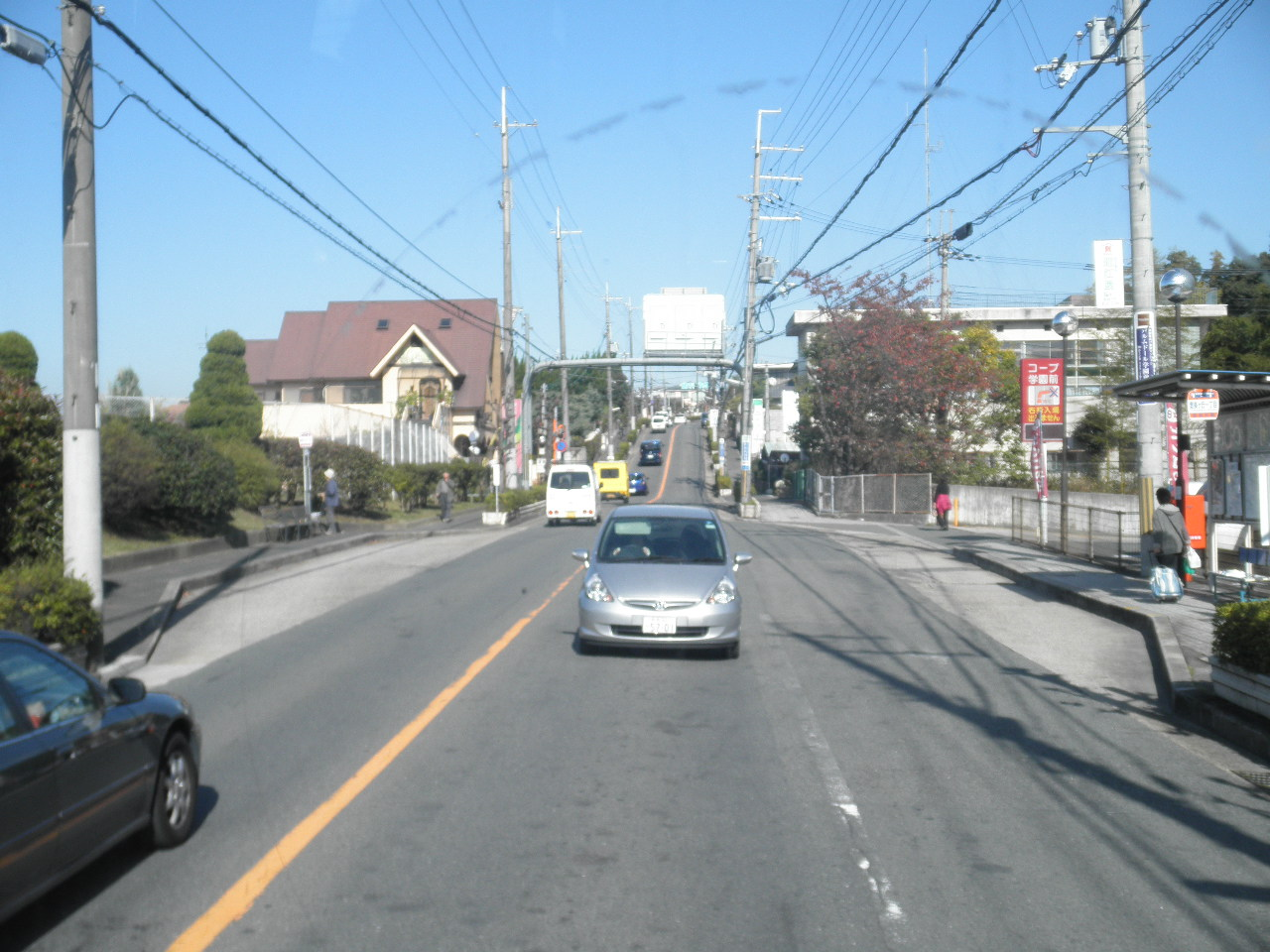
鶴舞東町
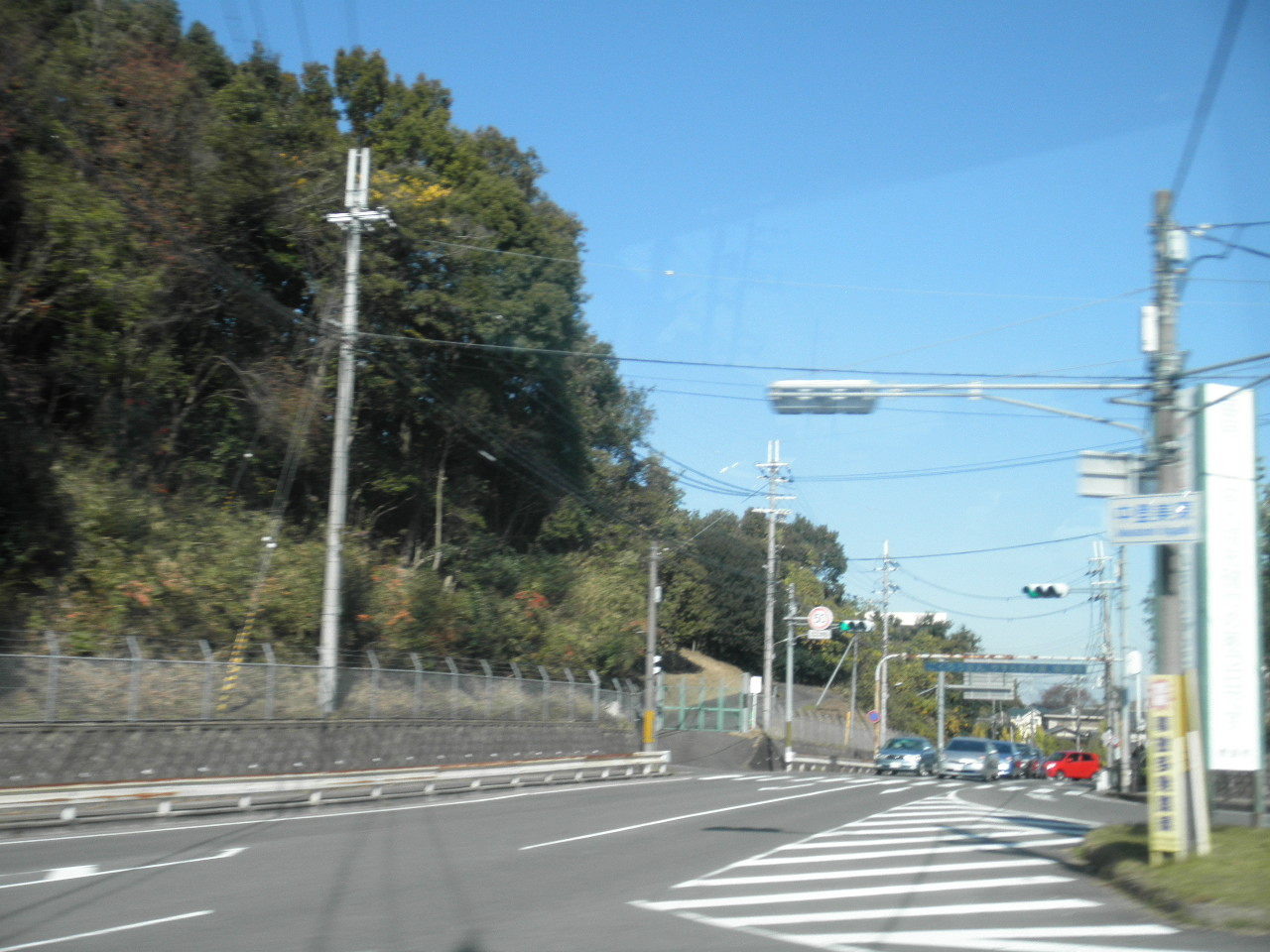
西登美ケ丘1丁目

  - 菅野台 - 1988年
    - 中町の一部から分置。

  - 西千代ヶ丘 - 1988年
    - 中町、三碓町の各一部から分置。

  - 大倭町 - 1988年
    - 中町の各一部から分置。

  - 藤ノ木台 - 1988年
    - 中町の一部から分置。

  - 北登美ヶ丘 - 1988年
    - 押熊町の一部から分置。

  - 五条西 - 1989年
    - 五条町、中町の各一部から分置。

  - 三松 - 1989年
    - 二名町の一部から分置。

  - 学園新田町 - 1990年[48]
    - 二名町の一部から分置[48]。

  - 学園赤松町 - 1990年[48]
    - 二名町の一部から分置[48]。

  - 学園緑ヶ丘 - 1990年[48]
    - 二名町の一部から分置[48]。

  - 南登美ヶ丘 - 1990年[48]
    - 二名町の一部から分置[48]。

  - 二名 - 1992年[49]
    - 二名町の一部から分置[49]。

  - 二名東町 - 1992年[49]
    - 二名町の一部から分置[49]。

  - 二名平野 - 1992年[49]
    - 二名町の一部から分置[49]。

  - 大渕町 - 1992年[49]
    - 二名町の一部から分置[49]。

  - 松陽台 - 1992年[49]
    - 二名町の一部から分置[49]。

- 学園北1丁目
- 学園南3丁目
- 中登美ケ丘2丁目
- 鶴舞西町
- 鶴舞東町
- 西登美ケ丘1丁目

## 脚註
1. ↑  町村名は昭和の大合併前の自治体名を記した。
2. 1 2  住井編『学園前のあゆみ』34頁
3. ↑  奈良県『奈良県宅地供給計画 学園前地区 策定報告書』
4. 1 2  奈良市 Webページ 『古今奈良の都市計画今昔物語 - 学園前の住宅開発経緯』
5. ↑  朝日新聞社編『奈良新風土記 学園前』
6. ↑  西田大智、実森出『ふるさとはニュータウン』
7. ↑  リクルート『住宅情報style. 関西版』
8. ↑  朝日新聞社編「8. もっと奥も」『奈良新風土記 学園前』朝日新聞 奈良1P版 1982年9月9日 閲覧
9. ↑  森田勝によると、1970年当時、百楽園の西部では富雄駅を最寄としていたという。1986年に学園前駅から百楽園へ向かうバスが大幅に増発されたため、2008年現在とは事情が異なる。
10. ↑  参考文献に掲載されている図では二名町（真弓）と記載されている。
11. ↑  “北大和住宅地　財団住宅祭”. 2023年10月17日閲覧。
12. ↑  “北大和分譲住宅の購入・売却ならノムコム”. www.nomu.com. 2023年10月17日閲覧。
13. ↑  “- 3) けいはんな線沿線の開発状況　②学研北生駒駅周辺,④バス路線の再編”.   内閣府. 2023年11月17日閲覧。
14. 1 2  “学園前・生駒エリア｜転勤者の方へ”.  奈良の賃貸 SANKO. 2021年2月16日閲覧。
15. 1 2  “運行系統図 - 奈良バスなびweb”.  奈良交通. 2021年6月25日閲覧。
16. 1 2  “近鉄奈良線「生駒駅~学園前駅エリア」（あの街プロフィール）”.  住友不動産販売. 2021年2月16日閲覧。
17. ↑  奈良市『奈良市統計書』
18. ↑  奈良市『統計なら』
19. 1 2  参考文献には8kmとあるが明らかに誤植である。国土地理院の5万分の1の地形図で、丘陵の北端である京田辺市の松井山手駅から大和郡山市の郡山城までの直線距離を実測したところ20kmであった。よって8kmではなく18kmの誤植であると考えられる。（執筆者註: 18kmを証明する参考文献を求む。）
20. 1 2 3 4 5 6 7  参考文献『学園前のあゆみ』による。
21. ↑  松川 『平城京跡の村 秋篠川流域』 132頁
22. ↑  住井編『学園前のあゆみ』10頁
23. 1 2  奈良県史編集委員会編『奈良県史』236-237, 253頁
24. ↑  登美ケ丘高等学校『創立十周年記念誌』
25. ↑  登美ケ丘北中学校Webページを参考
26. 1 2  『ニュータウン 奈良学園前』より
27. ↑  参考文献『産経新聞』より
28. ↑  豊中市より
29. ↑  近畿日本鉄道編『50年のあゆみ』
30. ↑  奈良市『奈良市都市計画』
31. ↑  近畿日本鉄道編『最近20年のあゆみ』
32. ↑  高橋『ニュータウン - 奈良学園前 -』
33. ↑  住井編『「学園前産土の森」あゆみ 続編』
34. ↑  関西電力、2002年、1098頁
35. ↑  産経新聞、2005年
36. ↑  関西地方電気事業百年史編纂委員会、1987年、116頁、486頁
37. ↑  関西電力、2002年、128頁
38. ↑  学園南中自治会,
39. ↑  近鉄系列の中華料理店。学園前店は閉店したが、2008年現在でも奈良県、大阪府、東京都などに店舗を持つ。
40. 1 2  『角川地名大事典 奈良県』より
41. 1 2  『富雄町史』より
42. ↑  添御県坐神社 公式サイト
43. ↑  添御縣坐神社 地域情報ネットワーク株式会社おすすめエリア
44. 1 2  参考文献『最近20年のあゆみ: 創業70周年記念』による。
45. ↑  参考文献「ふるさとはニュータウン 大和の20世紀（連載全10回）」による。
46. ↑  1973年に開校した2代目の二名小学校。奈良市立富雄北小学校の前身とは異なる。
47. ↑  近鉄では2008年現在においても全ての駅に駅長を置かず、駅長配置駅の駅長が複数の駅を管轄する方式が採られている。
48. 1 2 3 4 5 6 7 8  “町の区域及び名称の変更について”. 奈良市例規集（奈良県） (1990年10月19日). 2023年9月13日閲覧。
49. 1 2 3 4 5 6 7 8 9 10  “町の区域及び名称の変更について”. 奈良市例規集（奈良県） (1992年10月30日). 2023年9月13日閲覧。